# Исмаилов, Аубакир
Аубакир Исмаилов (каз. Әубәкір Ысмайылов; 30 апреля 1913 аул № 6, Российская империя (ныне Абайский район, Карагандинская область, Казахстан) — 8 марта 1999, Алма-Ата, Казахстан) — советский и казахстанский художник-живописец и акварелист. Народный художник Казахской ССР (1985); Заслуженный деятель искусств Казахской ССР (1960). Актер, режиссер.

## Биография
Родился в ауле № 6. Тельманском районе, Карагандинской области в семье шахтёра. В ауле в котором он родился и жил преобладало большое количество немцев, благодаря чему он выучился немецкому языку. Любовь к изобразительному искусству в нем пробудилась рано. Окончил студию для казахской молодёжи при Омском художественно-промышленном техникуме им. М. А. Врубеля (1928), Высшие государственные художественно-технические мастерские (1932) и режиссёрский факультет ГИТИСа (Москва, 1938, мастерская И.Я. Судакова). В 1928 году принял участие в первой передвижной выставке казахского искусства. В 1939 году организовывал ансамбль народного танца при Казахской Госфилармонии. Затем в Алма-Ате был режиссером и художником-постановщиком в театре. Снимался в кино.
Среди произведений Исмаилова полотна, написанные на темы казахского эпоса, портреты и пейзажи. Основным жанром является романтически-монументальный пейзаж («Курторгай», 1955, «Джайляу у Хан-Тенгри», 1959, «Долина Шалкуде», 1960). Широко известен как фольклорист, балетмейстер, режиссёр и актёр. Снялся в фильмах: «Ангел в тюбетейке», «Синий маршрут», «Горизонты», «Наш милый доктор», «Путёвка в жизнь», «Свинарка и пастух». Исмаилов — первый председатель оргкомитета Союза художников Казахстана (1933). Считается одним из основателей казахстанской профессиональной школы живописи.

## Творчество
Основные работы: «В шахтах Караганды» (1932), «Великое бедствие казахов», «Казахи-ополченцы побеждают джунгар», «В отряд Амангельды», «Сарбазы в Красной Армии» (1941—1945), «Джамбул среди пионеров» (1948), «Преобразованная долина Алатау» (1949), «Озеро Боровое» (1950, 1953), «Анархай» (1952), «Индустриальная Караганда» (1953), «Иссык-Куль» (1954), «Куртогай» (1955), «Бывшая ковыльная степь» (1957), «Озеро в Голодной степи» (1957), «Джайляу у Хан-Тенгри» (1959), «Сухотинская долина» (1960), «По родной стране» (1961), «Возрождённая степь» (1961), «О первой и второй целине» (1962), «По Южно-Казахстанскому краю» (1962), «Хан-Тенгри» (1962), «Советский Казахстан» (1964), «Капчагайское водохранилище» (1965), «Преображённый родной край» (1965), «На просторах Джувалы» (1968), «На просторах Казхахстана» (1969), «Боровое» (1971), «Актауская нефть» (1971), «Джайляу» (1971), «Долина джейранов» (1972), «Песня о дружбе народов» (1972), «Цементный завод» (1973), «Здесь будет ГЭС» (1975), «На Капчагае» (1976), «Карьеры Джезказгана» (1977).

## Фильмография
- 1931 — Путёвка в жизнь
- 1956 — Берёзы в степи — Аманов
- 1957 — Наш милый доктор
- 1968 — Ангел в тюбетейке — Нияз
- 1971 — Необычный день — Жанбек
- 1979 — Когда тебе двенадцать лет — дядя Кокай
- 1979 — Погоня в степи
- 1981 — Родные степи — председатель колхоза
- 1996 — Жамбыл

## Признание и награды
- Народный художник Казахской ССР (1985)

- Заслуженный деятель искусств Казахской ССР (1960)
- Орден «Знак Почёта» (3 января 1959) — за выдающиеся заслуги в развитии казахского искусства и литературы и в связи с декадой казахского искусства и литературы в гор. Москве[1]
- Медаль «За трудовое отличие» (25 марта 1946)[5]
- Орден Трудового Красного Знамени
- По сценарию дочери художника Гульзамиры Исмаиловой был снят биографический фильм — «Палитра жизни» («Казахфильм», 1983)[6].
- В ознаменование 100-летнего юбилея со дня рождения Аубакира Исмаилова 28 сентября 2012 года одна из улиц в Астане (между проспектом Республики и улицей Бараева) названа в его честь[7][8][6].